# Arroyo de las Vacas (Río Uruguay)
Der Arroyo de las Vacas ist ein Fluss in Uruguay.
Er entspringt auf dem Gebiet des Departamento Artigas einige Kilometer südwestlich der Ortschaft Colonia Palma bzw. nördlich von Belén. Östlich verläuft die Ruta 3. Von dort fließt er in westliche Richtung, südlich des in der Nähe befindlichen Arroyo Ceibal und mündet als linksseitiger Nebenfluss nahe der Mündung des letzteren in den Río Uruguay.